# 1928년 선거법 개정
1928년 국민대표법(Representation of the People Act 1928) 또는 1928년 선거법 개정(Reform Act 1928)은 영국의 선거 제도를 개혁한 영국의 의회법이다. 1918년 선거법 개정을 통해 여성은 처음으로 투표권을 얻었지만 보통선거권을 확립한 남성과 달리 여전히 차별을 받았는데 그것을 완전히 시정했다.
여성 500만여 명이 새롭게 투표권을 획득하였고 이로써 총 유권자 수의 52.7%가 여성이 되었다. 이는 제1차 세계 대전의 여파로 영국의 젊은 남성들이 많이 전사했기 때문이었다.

## 같이 보기
- 영국의 선거법 개정
- 미국 수정 헌법 제19조